# تلوين ثلاثي الألوان

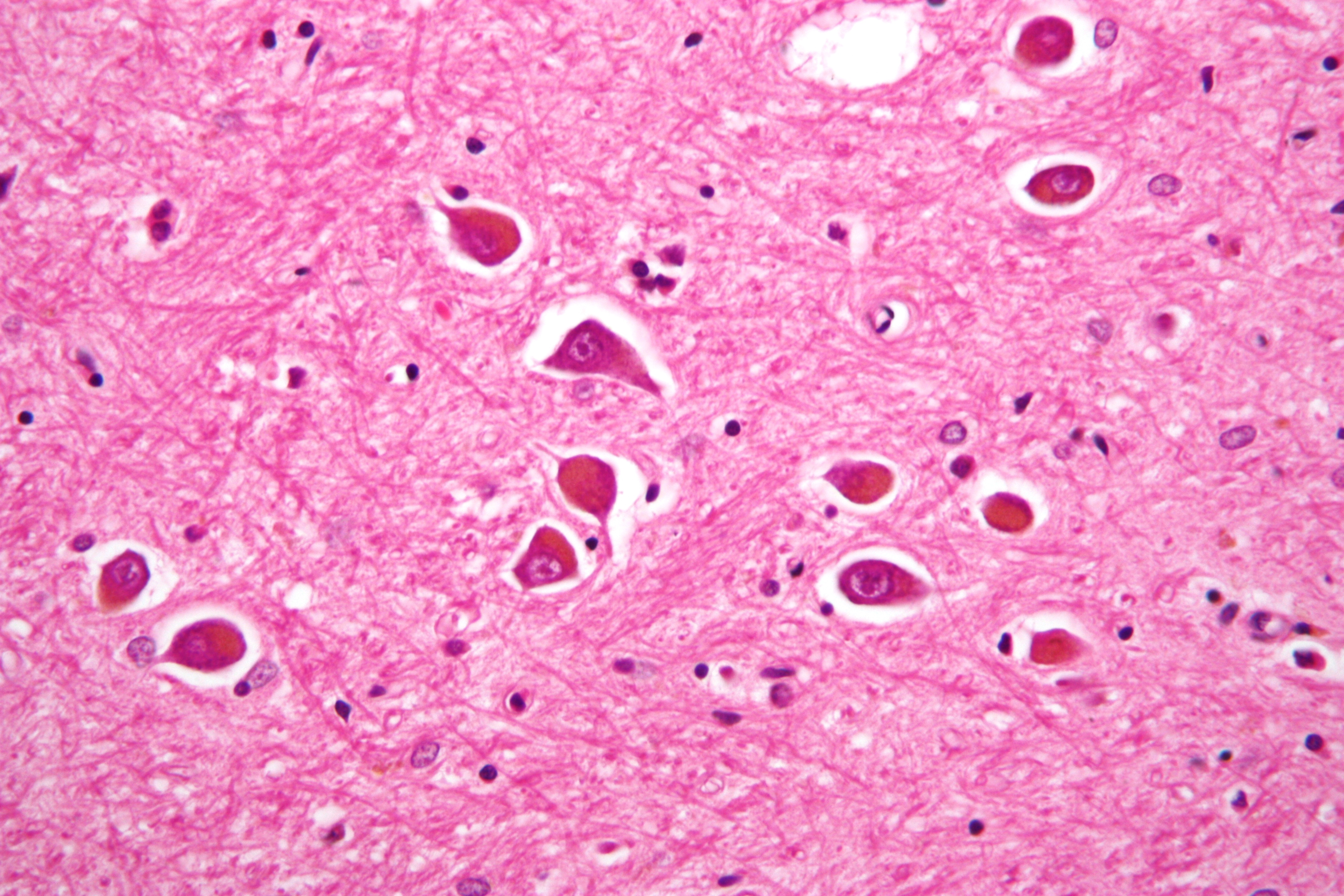
شكل 1

تلوين ثلاثي الألوان (بالإنجليزية: Trichrome staining)‏ هو طريقة تلطيخ نسيجي تستخدم صبغتين حمضيتين أو مُتعدِّد الأَحماض. يميّز صبغ الأنسجة عن طريق تلوينها بألوان متباينة. يزيد من تباين الملامح المجهرية في الخلايا والأنسجة؛ مما يسهل رؤيتها عند النظر إليها من خلال المجهر.
كلمة "trichrome" تعني «ثلاثة ألوان». أول نظام تلوين وصف بأنه «ثلاثي الكروم» كان صبغة مالوري ثلاثية الألوان، والتي تصبغ بشكل متفاوت كريات الدم الحمراء إلى اللون الأحمر، والأنسجة العضلية إلى اللون الأحمر، والكولاجين إلى اللون الأزرق. بعض أنظمة التلوين ثلاثية الألوان الأخرى هي صبغة ماسون ثلاثية الألوان، وصبغة ليلي ثلاثية الألوان، وصبغة غوموري ثلاثية الألوان.

## الغرض
قد يكون تمييز ملمح (مظهر) عن الآخر أمرًا صعبًا للغاية بدون تلوين ثلاثي الألوان. على سبيل المثال، يصعب تمييز أنسجة العضلات الملساء عن الكولاجين. يمكن للتلوين ثلاثي الألوان ان يصبغ نسيج العضلات باللون الأحمر، وألياف الكولاجين باللون الأخضر أو الأزرق. قد تحتوي خزعات الكبد على ألياف كولاجين دقيقة بين خلايا الكبد، ويمكن تقدير كمية الكولاجين بناءً على طريقة التلوين. تُستخدم طرق «ثلاثي الالوان» (Trichrome) الآن لتمييز العضلات عن الكولاجين، وخلايا ألفا النخامية من خلايا بيتا، والفايبرين من الكولاجين، والميتوكوندريا في مقطع (شريحة) العضلات المجمدة الطازجة، من بين تطبيقات أخرى. يساعد في تحديد الزيادات في الأنسجة الكولاجينية (أي التغيرات الليفية) مثل تليف الكبد وتمييز الأورام الناشئة عن خلايا العضلات والأرومات الليفية.

## إجراء
تستخدم تقنيات التلوين ثلاثي الألوان صبغتين حمضيتين أو أكثر. عادةً ما تلون الأصباغ الحمضية نفس البروتينات الأساسية، ولكن من خلال تطبيقها بالتتابع، يمكن التلاعب بنمط التلوين. يستخدم متعدد الأحماض (مثل حمض الفوسفوموليبديك أو حمض التنجستوفوسفوريك) لإزالة الصبغة بشكل انتقائي. يُعتقد أن متعدد الاحماض يتصرف كصبغات ذات وزن جزيئي مرتفع: فهي تحل محل الصبغة التي تمت إزالتها من الكولاجين بسهولة.
عادة ما يوضع صبغة حمراء في حمض الأسيتيك المخفف أولاً لتجاوز جميع المكونات. ثم يوضع متعدد الاحماض لإزالة الصبغة الحمراء من الكولاجين وبعض المكونات الأخرى عن طريق الإزاحة (الاستبدال). ثم صبغة حمضية ثانية (زرقاء أو خضراء) في حمض الأسيتيك المخفف والتي بدورها تزيح متعدد الأحماض، مما يؤدي إلى تلوين الكولاجين بلون مغاير للصبغة الأولية المستخدمة. في حالة تلوين كريات الدم الحمراء، يتم تطبيق صبغة صفراء أو برتقالية ذات وزن جزيئي صغير قبل التلوين بالصبغة الحمراء. يتم تطبيقه عادةً من محلول مشبع في إيثانول بنسبة 80٪ وغالبًا مع حمض البيكريك وعديد الأحماض. تستغل الأساليب الاختلافات الطفيفة في تفاعل الأنسجة مع الأصباغ والكثافة وإمكانية الوصول وما إلى ذلك.
تسمى صبغة ثلاثية الألوان التي يتم فيها استخدام الأصباغ ومتعدد الاحماض بالتسلسل ثلاثية الألوان متعددة الخطوات. في طريقة «خطوة واحدة»، حيث تدمج جميع الأصباغ -مع أو بدون متعدد الأحماض- في محلول واحد. واحدة من أقدم الطرق أحادية الخطوة للتلوين ثلاثي الألوان هي طريقة فان جيسون، التي تصبغ (تلون) العضلات والسيتوبلازم باللون الأصفر والكولاجين باللون الاحمر. طريقة أخرى هي صبغة جوموري ثلاثية الألوان، والتي تحاكي صبغة ماسون الثلاثية. في طرق «المحلول الاصفر» ("yellowsolve")، يتم أولاً تطبيق صبغة حمراء في حمض الأسيتيك المخفف، ثم يتم تجفيف القسم تمامًا لضمان عدم وجود رطوبة. يتم بعد ذلك إزاحة الصبغة الحمراء بواسطة صبغة صفراء في مذيب، مثل محلول الخلية (2-إيثوكسي-إيثانول).

## روابط خارجية
- بروتوكول ماسون ثلاثي الألوان